# Пригоди «Посейдона» (фільм)
«Пригоди „Посейдона“» (англ. The Poseidon Adventure) — класичний фільм-катастрофа, що послужив еталоном для інших фільмів цього жанру. Екранізація твору Пола Гелліко. Дві премії «Оскар».

## Сюжет
Океанський лайнер «Посейдон», під час трансатлантичного круїзу з Нью-Йорку до Афін, терпить лихо у відкритому океані. Лайнер перевертається догори кілем, і більшість людей на борту гине. Група пасажирів, що вижили після аварії пробирається з верхньої палуби до днища корабля, щоб спробувати вибратися назовні і врятуватися.

## У ролях
| Актор           | Роль                         |
| --------------- | ---------------------------- |
| Шеллі Вінтерс   | Белл Розен                   |
| Ернест Боргнайн | детектив-лейтенант Майк Рого |
| Джин Гекмен     | преподобний Френк Скотт      |
| Шейла Аллен     | медсестра Джина Роу          |
| Ред Баттонс     | Джеймс Мартін                |
| Керол Лінлі     | Нонні Перрі                  |
| Стелла Стівенс  | Лінда Рого                   |
| Леслі Нільсен   | капітан Гарріс               |
| Джек Альбертсон | Менні Розен                  |
| Артур О'Коннелл | капелан Джон                 |
| Родді Макдавелл | Ейкрс                        |

## Ремейки та сиквели
- Полоняни «Посейдона» — сиквел 1979 року.
- Посейдон — ремейк 2006 року.
- Також аналогічна катастрофа корабля присутня в серіалі «Кохання та таємниці Сансет Біч». Корабель при цьому називається «Нептун II» і виглядає як сучасний лайнер.